# Ronde van de Zwarte Zee
De Ronde van de Zwarte Zee was een meerdaagse wielerwedstrijd in Turkije, nabij de Zwarte Zee, die voor het eerst werd georganiseerd in 2015. De wedstrijd maakte deel uit van de UCI Europe Tour, in de categorie 2.2. De wedstrijd zou oorspronkelijk jaarlijks in mei plaatsvinden maar is in 2016 en 2017 niet georganiseerd. In 2018 keerde de koers terug op de kalender en kende in 2019 een laatste editie.
De eerste editie werd gewonnen door de Pool Tomasz Marczyński, die na zijn overwinning in de eerste etappe zijn leiderstrui niet meer afstond.

## Lijst van winnaars

### Overwinningen per land
| Overwinningen | Land                     |
| ------------- | ------------------------ |
| 1             | Litouwen, Polen, Turkije |

2005 · 
2006 · 
2007 · 
2008 · 
2009 · 
2010 · 
2011 · 
2012 · 
2013 · 
2014 · 
2015 · 
2016 · 
2017 ·
2018 ·
2019 ·
2020 ·
2021 ·
2022 ·
2023 ·
2024 ·
2025
Belangrijkste etappewedstrijden

Internationaal Wegcriterium · Driedaagse Brugge-De Panne · Ronde van de Alpen · Vierdaagse van Duinkerke · Ronde van Beieren · Ronde van Noorwegen · Ronde van België · Ronde van Luxemburg · Ronde van Oostenrijk · Ronde van Wallonië · Ronde van Burgos · Ronde van Denemarken · Arctic Race of Norway · Ronde van Groot-Brittannië
Belangrijkste eendaagse wedstrijden

Trofeo Laigueglia · GP Lugano · GP Nobili Rubinetterie · Dwars door Vlaanderen · Scheldeprijs · Brabantse Pijl · GP Kanton Aargau · Brussels Cycling Classic · GP Fourmies · Primus Classic Impanis-Van Petegem · Ronde van de Drie Valleien · Milaan-Turijn · Ronde van Piemonte · Ronde van het Münsterland · Ronde van Emilia · Parijs-Tours · GP Bruno Beghelli